# Stagmatoptera hyaloptera
Stagmatoptera hyaloptera är en bönsyrseart som beskrevs av Perty 1833. Stagmatoptera hyaloptera ingår i släktet Stagmatoptera och familjen Mantidae. Inga underarter finns listade i Catalogue of Life.